# Brian Cushing
Brian Cushing (* 24. Januar 1987, Park Ridge, New Jersey) ist ein ehemaliger US-amerikanischer American-Football-Spieler auf der Position des Inside Linebackers. Er spielte für die Houston Texans in der National Football League (NFL).

## College

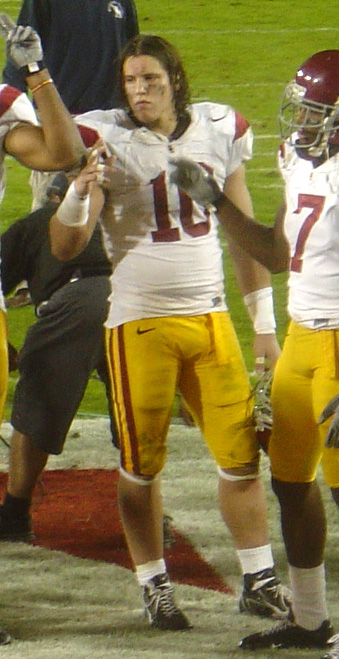
Cushing feiert im Jahr 2006 einen Sieg über Stanford.

Cushing spielte von 2005 bis 2008 College Football für die USC Trojans der University of Southern California (USC) unter Head Coach Pete Carroll und Linebacker-Trainer Ken Norton Jr. Er teilte sich das Trikot mit der Nummer 10 zusammen mit dem Starting-Quarterback seiner Mannschaft, John David Booty, von 2005 bis 2007. Cushing und seine beiden Linebacker-Kollegen, Clay Matthews und Rey Maualuga, spielten als Gleichaltrige für die Trojans und wurden vor der NFL Draft 2009, als potentielle Erstrunden-Picks gehandelt.

## NFL
Cushing wurde dann auch in der ersten Runde des NFL Drafts 2009 als fünfzehnter Spieler von den Houston Texans ausgewählt. Er spielte eine sehr erfolgreiche Rookie-Saison, an deren Ende er in den Pro Bowl und zum Defensive Rookie of the Year gewählt wurde. 2012 verletzte er sich bei einem Spiel gegen die New York Jets nach einem Peel-Back Block schwer und fiel die restliche Saison aus. Dieser Tackle an Cushing führte unter anderem auch zu einer schärferen Regelauslegung.
2013 war für ihn die Saison erneut früh beendet, als er sich am siebten Spieltag gegen die Kansas City Chiefs, nach einem tiefen Tackling von Jamaal Charles, das Wadenbein brach und das Außenband riss.